# So Lonely
„So Lonely“ je píseň anglické rockové skupiny The Police. Autorem je frontman kapely, zpěvák a baskytarista Sting. Vydána byla dne 3. listopadu 1978 jako singl (na druhé straně desky byla píseň „No Time This Time“) jako třetí a poslední singl z alba Outlandos d'Amour. Singl se umístil na šesté příčce britského žebříčku UK Singles Chart. Vedle Stinga, který zde zpívá hlavní i doprovodné vokály a hraje na baskytaru a harmoniku, se v původní nahrávce písně představili také bubeník Stewart Copeland a kytarista Andy Summers.